# Rolf Breitenstein
Rolf Breitenstein (* 30. Januar 1932 in Kassel; † 4. Juni 2021) war ein deutscher Schriftsteller, Volkswirt, Diplomat und Ghostwriter.

## Leben
Breitenstein besuchte das Realgymnasium Kölnische Straße in Kassel, die heutige Albert-Schweitzer-Schule (Kassel), und studierte Anglistik, Germanistik und Volkswirtschaftslehre. 1972 wurde er an der Rechts- und Staatswissenschaftlichen Fakultät der Universität Bonn promoviert. Bei der Kasseler Post absolvierte er ein Volontariat und war für die Nachrichtenagentur United Press International in Frankfurt am Main und Washington D. C. und für die Frankfurter Rundschau in London und Bonn tätig. Er arbeitete in den deutschen Botschaften London, Warschau, Rom, Neu-Delhi und Lissabon, im Bundeskanzleramt als Ghostwriter von Helmut Schmidt und im Planungsstab des Auswärtigen Amts. Später arbeitete er als freier Mitarbeiter für die HNA, den WDR und andere Medien. 
Er lebte zuletzt mit seiner zweiten Frau in der Nähe von Hennef. Er hatte zwei Söhne und eine Tochter aus erster Ehe.

## Werke
- Wer kann noch was verstehen. Signum-Wirtschaftsverlag, Wien 2010, ISBN 978-3-85436-419-1.
- Shakespeare für starke Frauen. Signum-Wirtschaftsverlag, Wien 2003, ISBN 3-85436-344-3.
- Othello, Hamlet & Co. Wirtschaftsverlag Langen-Müller/Herbig, München, 1998, ISBN 3-7844-7386-5.
- Die gekränkte Nation. Universitas, München 1996, ISBN 3-8004-1328-0.
- Luxus mit Tarnkappe. Wirtschaftsverlag Langen-Müller/Herbig, München 1993, ISBN 3-7844-7315-6.
- Eulenspiegel für Manager. Moewig, Rastatt 1991, ISBN 3-7844-7280-X.
- Wenn Männer zu viel arbeiten. Wirtschaftsverlag Langen-Müller/Herbig, München 1990, ISBN 3-7844-7262-1.
- Die menschliche Revolution. Moewig, Rastatt 1988, ISBN 3-8118-3336-7.
- Lobs und Flops. Moewig, Rastatt 1988, ISBN 3-8118-4893-3.
- Die Simulationsgesellschaft. Wirtschaftsverlag Langen-Müller/Herbig, München, 1987, ISBN 3-7844-7216-8.
- Indien nach Indira. Universitas, München 1986, ISBN 3-8004-1121-0.
- Spiele für Manager. Wirtschaftsverlag Langen-Müller/Herbig, München, 1984, ISBN 3-7844-7150-1.
- Märchen für Manager. Wirtschaftsverlag Langen-Müller/Herbig, München, 1983, ISBN 3-7844-7123-4.
- Nichts ist so einfach wie es aussieht. Bertelsmann, München 1983, ISBN 3-570-04101-8.
- Die wirksame Rede. Econ-Verlag, Wien/Düsseldorf 1981, ISBN 3-430-11508-6.
- Die große Hoffnung. Econ-Verlag, Wien/Düsseldorf 1980, ISBN 3-430-11516-7.
- Richtig Reisen Grossbritannien. DuMont, Köln 1979, ISBN 3-7701-0993-7.
- Sind Scherben nur Scherben. Econ-Verlag, Wien/Düsseldorf 1979, ISBN 3-430-11513-2.
- Ganz groß im Bett. Econ-Verlag, Wien/Düsseldorf 1978, ISBN 3-430-11522-1.
- Der Chef ist halb so wichtig. Econ-Verlag, Wien/Düsseldorf 1975, ISBN 3-430-11523-X.
- Das Kartoffel-Theorem. Econ-Verlag, Wien/Düsseldorf 1974, ISBN 3-430-11524-8.
- Wirtschaftliche Hauptprobleme eines Beitritts Grossbritanniens zur EWG in historischer, ökonomischer und politischer Perspektive. Bonn, Univ., Rechts- u. Staatswiss. Fak., Diss. 1972.
- USA heute. Econ-Verlag, Düsseldorf 1971, ISBN 3-430-11527-2.
- Wir müssen nicht im Dreck ersticken. Econ-Verlag, Düsseldorf/Wien 1971, ISBN 3-430-11528-0.
- Amerika auf neuem Kurs. Econ-Verlag, Düsseldorf 1969.
- Deutschland in Europa. Europa-Union-Verlag, Köln 1969.
- Der hässliche Deutsche. Desch, München 1968.
- England heute. Econ-Verlag, Wien/Düsseldorf 1968.